# Kaori Muraji
Kaori Muraji (jap. 村治 佳織, Muraji Kaori; * 14. April 1978 in Taitō, Tokio) ist eine japanische klassische Gitarristin.

## Leben
Muraji stammt aus einer musikalischen Familie und erhielt ihren ersten Gitarrenunterricht im Alter von drei Jahren bei ihrem Vater. Nachdem sie einige Gitarrenwettbewerbe gewinnen konnte, gab sie 1993 im Alter von 15 Jahren in der Tsuda Hall in Tokio ihr erstes öffentliches Konzert. Ebenfalls 1993 erschien ihre erste CD „Espressivo“.
Ab 1997 studierte Muraji bei Alberto Ponce an der École Normale de Musique de Paris. Seit 2000 konzertiert sie weltweit solo oder mit Orchester. Seit 2003 veröffentlicht sie Aufnahmen bei Decca Records und ist nach eigenen Angaben die erste japanische Künstlerin mit einem Exklusiv-Vertrag bei diesem Label.
Ab Juli 2013 legte sie wegen einer Zungenkrebsbehandlung eine achtmonatige Pause ein. Ende Juli 2014 gab sie ihre Heirat bekannt. 2019 gab sie bekannt, dass sie 2018 geschieden wurde.
Ihr Bruder, Sōichi Muraji, ist auch klassischer Gitarrist.

## Diskografie
- Espressivo, Victor, 1993
- Green Sleeves, Victor, 1995
- sinfonia, Victor, 1996
- Pastrale, Victor, 1997
- Cavatina, Victor, 1998
- Concierto de Aranjuez, mit dem New Japan Philharmonic Orchestra; Victor, 2000
- Resplandor De La Guitarra, mit dem Orquesta de Cámara Joaquín Rodrigo; victor, 2002
- La Estelle, Victor, 2004
- Transformations, mit Dominic Miller; Decca, 2005
- Spain, Victor, 2005
- Lumières, Decca, 2006
- Lyre & Sonet / Into the Light, mit The Sixteen Choir; Decca, 2007
- Amanda, mit dem Orchestre des Virtuoses de Paris; Decca, 2008
- Viva Rodrigo!, mit dem Orquesta Sinfónica de Galicia; Decca, 2008
- Muraji Plays Bach, mit dem Bachorchester zu Leipzig; Decca, 2008
- Portraits, Decca, 2010
- Rhapsody Japan, 2016
- Soleil – Portraits 2, 2016
- Cinema – Movie Themes For Classical Guitar, 2019